# 위눈확틈새
위눈확틈새(superior orbital fissure) 또는 상안와열(上眼窩裂)은 사람의 머리뼈에 존재하는 구멍 또는 틈새로, 나비뼈의 작은날개와 큰날개 사이에 위치한다. 눈돌림신경, 도르래신경, 갓돌림신경, 눈정맥(상안·하안정맥), 해면정맥굴신경얼기의 교감신경 섬유 등이 위눈확틈새를 통해 지나간다.

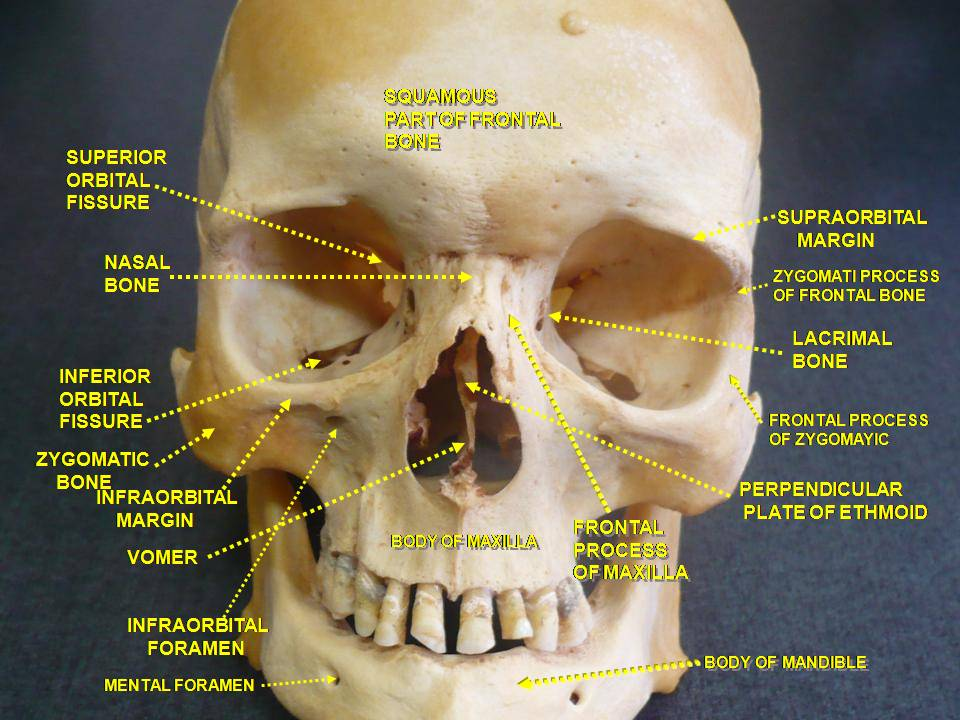
위눈확틈새

위눈확틈새의 너비는 성인에서 보통 22mm이며, 가쪽보다 안쪽에서 훨씬 크다. 아래쪽 경계는 나비뼈의 작은날개, 안쪽 경계는 큰날개가 형성한다.
위눈확틈새 증후군(상안와열 증후군, superior orbital fissure syndrome) 또는 로숑뒤비뇨 증후군(Rochon-Duvigneaud's syndrome)은 위눈확틈새 골절로 인해 발생하는 신경 이상이다. 위눈확틈새를 지나가는 여러 뇌신경에 문제가 생겨 복합 마비 증상이 생긴다. 발생 가능한 증상으로는 복시, 바깥눈근육 마비, 안구돌출, 눈꺼풀처짐 등이 있다.